# Suir
Suir (irl. An tSiúr) – rzeka w Irlandii, jedna z tzw. trzech sióstr (pozostałe dwie to Barrow i Nore). 
Suir ma źródło na zboczu góry Devil's Bit w hrabstwie Tipperary. Przepływa przez miasta Loughmore, Thurles, Holycross, Knockgraffon, Cahir, Clonmel oraz Carrick-on-Suir i kończy swój bieg w Waterford, wpadając do Morza Celtyckiego.